# Sástago (kommunhuvudort)
Sástago är en kommunhuvudort i Spanien.   Den ligger i provinsen Provincia de Zaragoza och regionen Aragonien, i den östra delen av landet, 300 km öster om huvudstaden Madrid. Sástago ligger 153 meter över havet och antalet invånare är 1 287.
Terrängen runt Sástago är varierad. Sástago ligger nere i en dal. Runt Sástago är det mycket glesbefolkat, med 3 invånare per kvadratkilometer. Närmaste större samhälle är Quinto, 16,6 km nordväst om Sástago. Trakten runt Sástago består till största delen av jordbruksmark.